# Grypomachaerota breviceps
Grypomachaerota breviceps är en insektsart som beskrevs av Baker 1919. Grypomachaerota breviceps ingår i släktet Grypomachaerota och familjen Machaerotidae. Inga underarter finns listade i Catalogue of Life.